# Raffaele De Grada (scrittore)
Raffaele De Grada (Zurigo, 28 febbraio 1916 – Milano, 1º ottobre 2010) è stato un critico d'arte, storico dell'arte e politico italiano.

## Biografia

### Origini familiari e gioventù
Figlio del pittore Raffaele De Grada, per distinguerlo dal quale veniva chiamato "Raffaellino" o "Raffaele junior", e nipote di Antonio De Grada, noto come decoratore e affrescatore di chiese, si trasferì con la famiglia a Cremona, quindi a San Gimignano e a Firenze.
Nel 1935 cominciò l'attività di critico d'arte. Spostatosi a Milano, aderì nel 1938 al gruppo di intellettuali che facevano capo alla rivista Corrente del futuro cognato Ernesto Treccani (sposerà sua sorella Lidia) che fu per qualche anno protagonista della reazione anti-novecentista della pittura lombarda dell'epoca, oltre che occasione di opposizione culturale al regime fascista.

### L'impegno antifascista
La frequentazione di ambienti antifascisti attirò l'attenzione della Polizia, che arrivò ad arrestarlo una prima volta nel 1938. Nel 1943 fu tra gli organizzatori di una serie di scioperi presso la Pirelli e altri stabilimenti milanesi, e questo portò ad un secondo arresto. Nei giorni del Governo Badoglio fu redattore del quotidiano L'Unità, allora clandestino. Dal 1944 fu partigiano attivo in Lombardia e in Toscana.

### Il dopoguerra e gli ultimi anni
Dopo la guerra fu nominato direttore dell'Eiar (l'attuale Rai). Divenne collaboratore del Corriere della Sera, di cui fu una delle firme più amate fino al giorno della sua scomparsa, e fu autore di numerose pubblicazioni e cataloghi d'arte.
Dal 1965 al 1986 fu inoltre titolare della cattedra di Storia dell'arte all'Accademia di Brera. Successivamente fu anche membro della commissione artistica della Biennale di Venezia, consigliere del Teatro alla Scala e del Museo Poldi Pezzoli.
Dal 1989 al 2000 fu direttore dell'Accademia di belle arti Aldo Galli di Como..
Morì a Milano nel 2010, all'età di 94 anni.

### L'attività politica
Accanto all'attività di scrittore e critico d'arte, De Grada coltivò la passione politica, maturata negli anni giovanili, con importanti incarichi. Fu dirigente della Federazione milanese del Partito Comunista Italiano e consigliere comunale di Milano dal 1946 al 1959.
Fu inoltre Deputato per la III Legislatura (1958-1963), dove presentò 37 progetti di legge.
Tra il 1968 e il 1969 fu tra i fondatori del Movimento Lavoratori per il Socialismo, per il quale diresse la riviste Fronte Popolare, Realismo e La Sinistra. Tra il 1991 e il 1993 fu uno dei fondatori del Centro Lenin Gramsci, oggi Centro Gramsci di Educazione.
Nelle Liste di Democrazia proletaria a Milano venne eletto consigliere comunale nel 1975 (con 3.906 preferenze) e consigliere provinciale nel 1985.

## Opere
De Grada fu autore di numerose pubblicazioni sull'arte italiana ed europea dell'Ottocento e del Novecento. In particolare si ricordano:
- Panta rei. Politica, società e cultura. Lo scenario italiano dal 1945 a oggi, Silvana, 2006.
- Dalla scapigliatura al divisionismo (con E. Ferrario Ippolito e R. Bossaglia), Mazzotta, 2004.
- La Natività nell'arte (con P. Lodola e P. Favretto), Grafica e Arte, 2002.
- Capolavori italiani in Europa (con P. Lodola), Grafica e Arte, 2000.
- Italia. Capolavori d'arte (con P. Lodola), Grafica e Arte, 1999.
- 30 anni di Brera. Diario in immagini di un collezionista (con R. Orlando, V. Palazzo, R. Sanesi), Mazzotta, 1987.
- La pittura italiana dell'Ottocento, Fabbri Editori, 1978.
- L'Ottocento europeo. Arte e società, Vangelista Editore, 1971.
- I macchiaioli, Fabbri Editori, 1967.
- I macchiaioli e il loro tempo, Silvana, 1963.
- MAFAI, editrice Tevere.

Fu inoltre autore di monografie e cataloghi in occasione di esposizioni di artisti quali Fattori, Renoir, Boccioni, Mafai, Sassu, Funi, Soffici, Sironi, Gola e Vernizzi.

## Riconoscimenti
Nel 1989 gli è stato attribuito il Premio Dessì, premio speciale della Giuria.